# Coahuila y Texas

Mapa do estado de Coahuila y Tejas

Coahuila y Texas foi um dos estados constituintes dos  Estados Unidos Mexicanos, no âmbito da sua Constituição de 1824.
Durante a sua curta vida, ele teve duas capitais: em primeiro lugar Saltillo. E, em seguida Monclova. Para efeitos administrativos, o estado foi dividido em três distritos: Bexar (a área total coberta por Tejas), Monclova (norte Coahuila) Coahuila, Saltillo e Rio Grande (do Sul).
Ele permaneceu em existência até a aprovação do 1835 "Bases Constitucionais", Em que a federal República foi convertida em  unitária , e os estados da nação foram transformadas em departamentos : Estado de Tejas y Coahuila foi dividido em dois e se tornou o Departamento de Coahuila e do Departamento de Tejas. O último eventualmente se separaram e tornou-se independente República do Texas, Que é agora o estado de Texas dentro do Estados Unidos.
Ambos Coahuila e Texas separaram-se do México por causa de tentativas de Santa Anna para centralizar o governo, com a formação do Texas República do Texas e juntando com Coahuila Nuevo León Tamaulipas para formar a República do Rio Grande.